# Shyshaky (huyện)
Huyện Shyshaky (tiếng Ukraina: Шишацький район, chuyển tự: Shyshakys'kyi raion) là một huyện của tỉnh Poltava thuộc Ukraina. Huyện Shyshaky có diện tích 799 kilômét vuông, dân số theo điều tra dân số ngày 5 tháng 12 năm 2001 là 24056 người với mật độ 30 người/km2. Trung tâm huyện nằm ở Shyshaky.